# جمعية صوت الأصم التونسية
جمعية صوت الأصم التونسية هي جمعية تونسية تأسست في 15 فبراير 1983م.

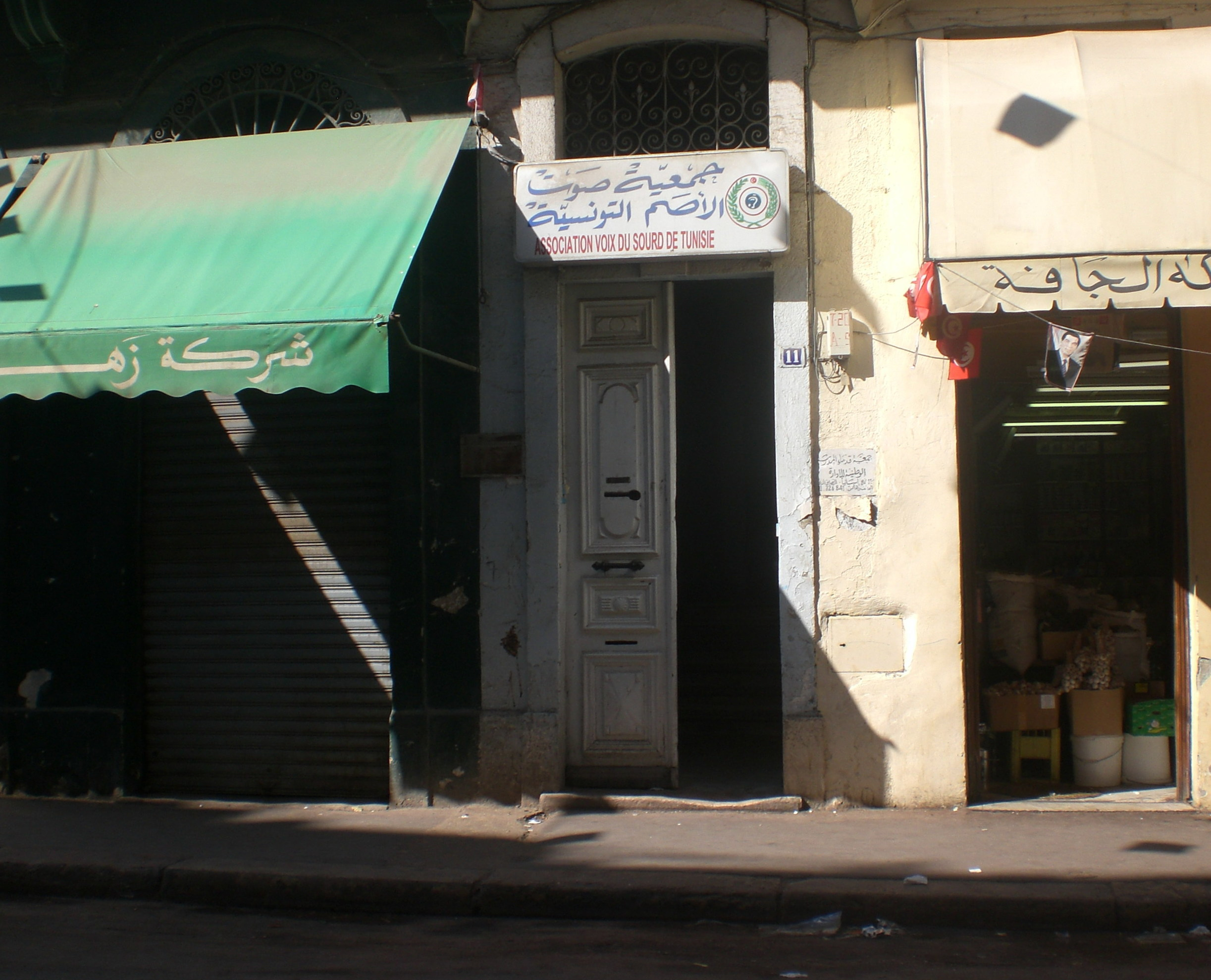
مقر جمعية صوت الأصم التونسية، 11 نهج إسبانيا-تونس

## أهدافها
تهدف الجمعية إلى تيسير اندماج الشبان الصم في المجتمع من خلال تشجيعهم على ممارسة أنشطة ثقالفية ورياضية، وفي هذا الإطار فهي تنظم تظاهرات ثقافيّة ورياضيّة لتشجيع منظوريها على ممارسة أنشطة مختلفة كالمسرح وكرة القدم.

## المشرفون
يتولى تسيير الجمعية مكتب يضم من بين عناصره:
- محمد المنصف عز الدين، نائب رئيس
- رشيد الهاشمي، كاتب عام